# 福氏巴蜗牛
福氏巴蜗牛（学名：Bradybaena fortunei）为巴蜗牛科巴蜗牛属的动物，是中国的特有物种。分布于中部地区、上海、江西、湖南、湖北、安徽等地，生活环境为陆地，一般栖息于山区、丘陵地带农田附近潮湿的灌木草丛中、落叶石块下以及石缝隙中。

## 亚种
- 锥尖巴蜗牛（学名：Bradybaena acustina concinna），Pilsbry于1934年命名，是中国的特有物种。分布于四川、甘肃、长江流域一带等地，生活环境为陆地，主要生活于丘陵地带农田附近的灌木草丛中、落叶石块下以及多腐殖质的环境。[2]